# سترة جلدية
السترة الجلديّة هي معطف بطول السترة ترتدى عادةً فوق الملابس، وتُصنع من الجلود المدبوغة لحيوانات مختلفة.